# هو بن
هو بن هو سباح صيني، ولد في 1973.

## وصلات خارجية
- هو بن على موقع الاتحاد الدولي للسباحة (الإنجليزية)
- هو بن على موقع SwimRankings.net (الإنجليزية)